# Monument a en Patufet
El Patufet és una estatua de bronze de l'escultor Efraïm Rodríguez Cobos situada a la plaça de Folch i Torres de Granollers. Encarregada per l'ajuntament del municipi i propietat del mateix, va ser instal·lada l'abril de 2003. Poc després, es va donar a conèixer a través de la proposta de jocs infantils, activitats d'animació i la narració del conte del Patufet. Des que hi ha l'escultura la plaça es coneix popularment com a plaça d'en Patufet.